# 星野助左衛門
星野 助左衛門（ほしの すけざえもん、1855年（安政元年12月） - 1919年（大正8年）8月2日）は、日本の政治家、衆議院議員（1期）。

## 経歴
上総国望陀郡平山村(のち千葉県君津郡松丘村→上総町→君津町→君津市)出身。生家は名主で、怒田村(のち久留里町→上総町→君津町→君津市)筆生、村衛生委員、平山村外一村戸長、学務委員、松丘村長、同村会議員、郡徴兵参事員、同勧業委員、千葉県農会名誉議員、日本赤十字社終身社員となる。
1898年8月の第6回衆議院議員総選挙において千葉7区から憲政本党公認で立候補して当選した。1902年の第7回衆議院議員総選挙は不出馬。1919年に死去した。